# Halowe Mistrzostwa Europy w Lekkoatletyce 1990 – bieg na 200 m mężczyzn
Bieg na 200 metrów mężczyzn – jedna z konkurencji biegowych rozgrywanych podczas halowych lekkoatletycznych mistrzostw Europy w  hali Kelvin Hall w Glasgow. Eliminacje zostały rozegrane 3 marca, a  półfinały i bieg finałowy 4 marca 1990. Zwyciężył reprezentant Włoch Sandro Floris. Tytułu zdobytego na poprzednich mistrzostwach nie bronił Ade Mafe z Wielkiej Brytanii.

## Rezultaty

### Eliminacje
Rozegrano 5 biegów eliminacyjnych, do których przystąpiło 16 biegaczy. Awans do półfinałów dawało zajęcie jednego z pierwszych dwóch miejsc w swoim biegu (Q).
Opracowano na podstawie materiału źródłowego.

#### Bieg 1
| Miejsce | Zawodnik          | Czas  | Uwagi |
| ------- | ----------------- | ----- | ----- |
| 1       | Nikołaj Antonow   | 21,23 | Q     |
| 2       | Bruno Marie-Rose  | 21,46 | Q     |
| 3       | Luís Cunha        | 21,60 |       |
| 4       | Giovanni Puggioni | 21,85 |       |

#### Bieg 2
| Miejsce | Zawodnik           | Czas  | Uwagi |
| ------- | ------------------ | ----- | ----- |
| 1       | Sandro Floris      | 21,26 | Q     |
| 2       | Andy Carrott       | 21,46 | Q     |
| 3       | Franz Ratzenberger | 21,84 |       |
| 4       | Gunnar Guðmundsson | 22,38 |       |

#### Bieg 3
| Miejsce | Zawodnik           | Czas  | Uwagi |
| ------- | ------------------ | ----- | ----- |
| 1       | Lars Pedersen      | 21,48 | Q     |
| 2       | Clarence Callender | 21,49 | Q     |
| 3       | Pedro Curvelo      | 21,92 |       |

#### Bieg 4
| Miejsce | Zawodnik           | Czas  | Uwagi |
| ------- | ------------------ | ----- | ----- |
| 1       | Rodolphe Rosilette | 21,50 | Q     |
| 2       | Aninos Markulidis  | 21,59 | Q     |
| 3       | Michael Schwab     | 21,72 |       |

#### Bieg 5
| Miejsce | Zawodnik       | Czas  | Uwagi |
| ------- | -------------- | ----- | ----- |
| 1       | Carlo Occhiena | 21,54 | Q     |
| 2       | Andreas Berger | 21,55 | Q     |

### Półfinały
Rozegrano 2 biegi półfinałowe, w których wystartowało 10 biegaczy. Awans do finału dawało zajęcie jednego z dwóch pierwszych miejsc w swoim biegu (Q). Skład finału uzupełnił jeden zawodnik z najlepszym czasem wśród przegranych (q).
Opracowano na podstawie materiału źródłowego.

#### Bieg 1
| Miejsce | Zawodnik           | Czas  | Uwagi |
| ------- | ------------------ | ----- | ----- |
| 1       | Nikołaj Antonow    | 21,12 | Q     |
| 2       | Bruno Marie-Rose   | 21,22 | Q     |
| 3       | Clarence Callender | 21,51 |       |
| 4       | Carlo Occhiena     | 21,62 |       |
| 5       | Andreas Berger     | 21,74 |       |

#### Bieg 2
| Miejsce | Zawodnik           | Czas  | Uwagi |
| ------- | ------------------ | ----- | ----- |
| 1       | Sandro Floris      | 21,20 | Q     |
| 2       | Rodolphe Rosilette | 21,38 | Q     |
| 3       | Andy Carrott       | 21,39 | q     |
| 4       | Lars Pedersen      | 21,62 |       |
| 5       | Aninos Markulidis  | 21,77 |       |

### Finał
Opracowano na podstawie materiału źródłowego.
| Miejsce | Zawodnik           | Czas  | Uwagi |
| ------- | ------------------ | ----- | ----- |
| 1       | Sandro Floris      | 21,01 |       |
| 2       | Nikołaj Antonow    | 21,04 |       |
| 3       | Bruno Marie-Rose   | 21,28 |       |
| 4       | Rodolphe Rosilette | 21,34 |       |
| 5       | Andy Carrott       | 21,54 |       |